# كاثي تايلور
كاثي تايلور (بالإنجليزية: Kathy Taylor)‏ هي كاتبة غنائية أمريكية، ولدت في 6 مايو 1961 في هيوستن في الولايات المتحدة.

## وصلات خارجية
- كاثي تايلور على موقع ميوزك برينز (الإنجليزية)
- الموقع الرسمي